# Copa Asobal 1991
La II edición de la Copa Asobal se celebró entre el 3 y el 4 de enero de 1992, en el Pabellón de La Albericia de Santander (Cantabria).
En ella participarán el FC Barcelona, el GD Teka Santander, el Atlético Madrid y el Elgorriaga Bidasoa.
El vencedor tiene como premio la participación en la Copa IHF de la próxima temporada.

## Eliminatorias
|  | Semifinales        | Semifinales        | Semifinales        |                    |                   | Final             | Final | Final |  |
|  |                    |                    |                    |                    |                   |                   |       |       |  |
|  |                    |                    |                    |                    |                   |                   |       |       |  |
|  | GD Teka Santander  | GD Teka Santander  | 19                 |                    |                   |                   |       |       |  |
|  | GD Teka Santander  | GD Teka Santander  | 19                 |                    |                   |                   |       |       |  |
|  | FC Barcelona       | FC Barcelona       | 18                 |                    |                   |                   |       |       |  |
|  | FC Barcelona       | FC Barcelona       | 18                 |                    | GD Teka Santander | GD Teka Santander | 26    |       |  |
|  |                    |                    |                    |                    | GD Teka Santander | GD Teka Santander | 26    |       |  |
|  |                    |                    | Elgorriaga Bidasoa | Elgorriaga Bidasoa | 25                |                   |       |       |  |
|  | Elgorriaga Bidasoa | Elgorriaga Bidasoa | Elgorriaga Bidasoa | Elgorriaga Bidasoa | 25                | 18                |       |       |  |
|  | Elgorriaga Bidasoa | Elgorriaga Bidasoa |                    |                    |                   | 18                |       |       |  |
|  | Atlético Madrid    | Atlético Madrid    | 17                 |                    |                   |                   |       |       |  |
|  | Atlético Madrid    | Atlético Madrid    | 17                 |                    |                   |                   |       |       |  |
|  |                    |                    |                    |                    |                   |                   |       |       |  |

### Semifinales

#### GD Teka Santander - FC Barcelona[1]
| 3 de enero de 1992 | GD Teka Santander | 19:18 (17:17) (10:7) | FC Barcelona | Pabellón de la Albericia, Santander                                                   |                                                                                       |
|                    | Medvedev 9        |                      | Massip 5     | Asistencia: 3.000 espectadores Árbitro(s): Amigó (España) y González Berridi (España) | Asistencia: 3.000 espectadores Árbitro(s): Amigó (España) y González Berridi (España) |

#### Elgorriaga Bidasoa - Atlético Madrid[2]
| 3 de enero de 1992 | Elgorriaga Bidasoa | 18:17 (10:7) | Atlético Madrid | Pabellón de la Albericia, Santander                                            |                                                                                |
|                    | Wenta 8            |              | Garralda 7      | Asistencia: 3.000 espectadores Árbitro(s): Argüello (España) y Costas (España) | Asistencia: 3.000 espectadores Árbitro(s): Argüello (España) y Costas (España) |

### Final[3]

#### GD Teka Santander - Elgorriaga Bidasoa
| 4 de enero de 1992 | GD Teka Santander | 26:25 (14:13) | Elgorriaga Bidasoa | Pabellón de la Albericia, Santander                                            |                                                                                |
|                    | Melo 6            |               | Olalla 5           | Asistencia: 3.000 espectadores Árbitro(s): Argüello (España) y Costas (España) | Asistencia: 3.000 espectadores Árbitro(s): Argüello (España) y Costas (España) |

| Cantabria                            |
| Campeón GD Teka Santander 2.º título |